# Joan Lluís Pons
Joan Lluís Pons Ramón (Sóller, 9 dicembre 1996) è un nuotatore spagnolo.

## Carriera
Ha rappresentato la Spagna ai Giochi olimpici estivi di Rio de Janeiro 2016.
Ai Giochi del Mediterraneo di Tarragona 2018 ha vinto la medaglia d'argento nei 400 metri misti, concludendo dietro all'italiano Federico Turrini.
Ai campionati europei di Glasgow 2018 ha vinto la medaglia di bronzo nei 400 metri misti, terminando la gara alle spalle dell'ungherese Dávid Verrasztó e del britannico Max Litchfield.

## Palmarès
- Europei

Glasgow 2018: bronzo nei 400 m misti.
- Giochi del Mediterraneo

Tarragona 2018: argento nei 400 m misti.